# Shark
Shark és una sèrie de televisió estatunidenca de la cadena CBS. La sèrie, produïda per Brian Grazer (el codi da Vinci) i creada per Ian Biederman, narra la història de Sebastian Stark (James Woods) un advocat defensor de gran èxit de Los Angeles, que es veu involucrat en un cas en què el seu client, al que ha salvat de la presó, assassina a la seva dona. Aquell cas el deixa tocat fins que l'alcalde de la ciutat, Manuel Delgado (Carlos Gómez), que és amic seu, li ofereix dirigir una nova unitat de la Fiscalia de Los Angeles. Tot i que Stark al principi s'hi resisteix, acaba acceptant la feina.
Dins de la Fiscalia, a Stark se li assigna un grup de joves advocats perquè l'ajudin a tancar els criminals. Aquest equip està format per Raina Troy (Sophina Brown), Madeline Poe (Sarah Carter), Casey Woodland (Samuel Page) i Martin Allende (Alexis Cruz). També a la fiscalia, haurà de rebre ordres de la Fiscal del districte Jessica Devlin (Jeri Ryan), antiga rival seva.
Stark, viu amb la seva filla adolescent, Julie Stark (Danielle Panabaker), que és el seu principal problema encara que la tingui per al més important de la seva vida.
A la sèrie, s'introdueixen nous personatges, que són Isaac Wright (Henry Simmons) i a la segona temporada apareixen també el nou Fiscal del Districte Leo Cutler, (Kevin Pollak) i el fiscal adjunt Danny Reyes (Kevin Alejandro)

## Curiositats
L'episodi pilot va ser dirigit per Spike Lee.